# Strażów (stacja kolejowa)
Strażów – stacja kolejowa we wsi Strażów, w województwie podkarpackim, w Polsce.
7 września 1979 na stacji doszło do katastrofy kolejowej.

## Ruch pasażerski
| Rok  | Wymiana pasażerska na dobę |
| ---- | -------------------------- |
| 2017 | 200-299                    |
| 2022 | 300-499                    |